# Liste der Baudenkmale in Oldenburg (Oldb) – Bürgereschstraße
In der Liste der Baudenkmale in Oldenburg (Oldb) – Bürgereschstraße stehen alle Baudenkmale der Bürgereschstraße in Oldenburg (Oldb).  Die Quelle der IDs und der Beschreibungen ist der Denkmalatlas Niedersachsen.
Der Stand der Liste ist das Jahr 2022(8).

## Allgemein
In den Spalten befinden sich folgende Informationen:
- Lage: die Adresse des Baudenkmales und die geographischen Koordinaten. Kartenansicht, um Koordinaten zu setzen. In der Kartenansicht sind Baudenkmale ohne Koordinaten mit einem roten Marker dargestellt und können in der Karte gesetzt werden. Baudenkmale ohne Bild sind mit einem blauen Marker gekennzeichnet, Baudenkmale mit Bild mit einem grünen Marker.
- Bezeichnung: Bezeichnung des Baudenkmales
- Beschreibung: die Beschreibung des Baudenkmales. Unter § 3 Abs. 2 NDSchG werden Einzeldenkmale und unter § 3 Abs. 3 NDSchG Gruppen baulicher Anlagen und deren Bestandteile ausgewiesen.
- ID: die Objekt-ID des Baudenkmales
- Bild: ein Bild des Baudenkmales, ggf. zusätzlich mit einem Link zu weiteren Fotos des Baudenkmals im Medienarchiv Wikimedia Commons. Wenn man auf das Kamerasymbol klickt, können Fotos zu Baudenkmalen aus dieser Liste hochgeladen werden:

Zurück zur Hauptliste
| Lage                                          | Bezeichnung | Beschreibung | ID       | Bild |
| --------------------------------------------- | ----------- | --- | -------- | ---- |
| Bürgereschstraße 23 53° 9′ 9″ N, 8° 13′ 14″ O | Wohnhaus    | Doppelhaus, traufständiger eingeschossiger Putzbau von sechs Achsen unter Schopfwalmdach. Eingänge in den beiden mittleren Achsen. Jüngere Schleppgaupe. Erbaut 1851. | 37473272 | BW   |
| Bürgereschstraße 27 53° 9′ 9″ N, 8° 13′ 15″ O | Wohnhaus    | Doppelhaus, eingeschossiger traufständiger Putzbau von sechs Achsen unter Schopfwalmdach. Eingänge in den äußeren Achsen. Erbaut 1852. | 37473319 | BW   |
| Bürgereschstraße 31 53° 9′ 9″ N, 8° 13′ 17″ O | Wohnhaus    | Doppelhaus, traufständiger eingeschossiger Putzbau von sechs Achsen unter Schopfwalmdach. Eingänge in den äußeren Achsen. Linke Haushälfte mit einem großen modernen Fenster anstelle der zwei ursprünglichen. Horizontale Putzfugen. Erbaut 1850. | 37473367 | BW   |
| Bürgereschstraße 33 53° 9′ 9″ N, 8° 13′ 17″ O | Wohnhaus    | Eineinhalbgeschossiger giebelständiger Putzbau von drei Achsen (im Giebel vier) mit Drempel unter Satteldach (Variante des Typus „Oldenburger Hundehütte“). Eingang links. Putzgliederung: horizontale Fugen, geschossteilende Gesimse, Fensterrahmungen, z. T. Balusterbrüstungen und Ädikulen. Vorgarten und erneuerte eiserne Einfriedung. Erbaut 1902, Ausführung Chr. Lunsken.                                                  | 37473390 | BW   |
| Bürgereschstraße 35 53° 9′ 9″ N, 8° 13′ 18″ O | Wohnhaus    | Doppelhaus, eingeschossiger traufständiger Putzbau von sechs Achsen unter Schopfwalmdach. Eingänge in den mittleren Achsen. Erbaut 1853. | 37473412 | BW   |
| Bürgereschstraße 37 53° 9′ 8″ N, 8° 13′ 19″ O | Wohnhaus    | Giebelständiger eineinhalbgeschossiger Putzbau von vier Achsen mit Drempel unter Satteldach (Typus „Oldenburger Hundehütte“). Eingang auf der linken Seite. Putzgliederung: Rauputz, horizontale Bänder, Fensterrahmungen, z. T. Brüstungen und Ädikulen. Über den Obergeschossfenstern Jahreszahl „1909“. Vorgarten und eiserne Einfriedung. Erbaut 1909, Architekt W. Kleen & Co.                                                  | 37473435 | BW   |
| Bürgereschstraße 39 53° 9′ 8″ N, 8° 13′ 19″ O | Wohnhaus    | Eingeschossiger traufständiger Putzbau von fünf Achsen unter Schopfwalmdach. Verändert, ehemals wohl zwei Eingänge in den mittleren Achsen (Doppelhaus), ersetzt durch einen mittigen Eingang. Jüngere Schleppgaupe. Erbaut wohl in den 1850er Jahren. | 37473457 | BW   |
| Bürgereschstraße 45 53° 9′ 8″ N, 8° 13′ 20″ O | Wohnhaus    | Giebelständiger eineinhalbgeschossiger Putzbau von vier Achsen mit Drempel unter Satteldach (Typus „Oldenburger Hundehütte“). Eingang auf der rechten Seite. Putzgliederung: horizontale Fugen, geschossteilendes Gesims, Fensterrahmungen, z. T. Brüstungsfelder und Ädikulen. Unter den Obergeschossfenstern Inschrift „1902“. Hölzerner Schwebegiebel. Vorgarten und eiserne Einfriedung. Erbaut 1902, Architekt Wilhelm Böseler. | 37473479 | BW   |